# Erich Knauf

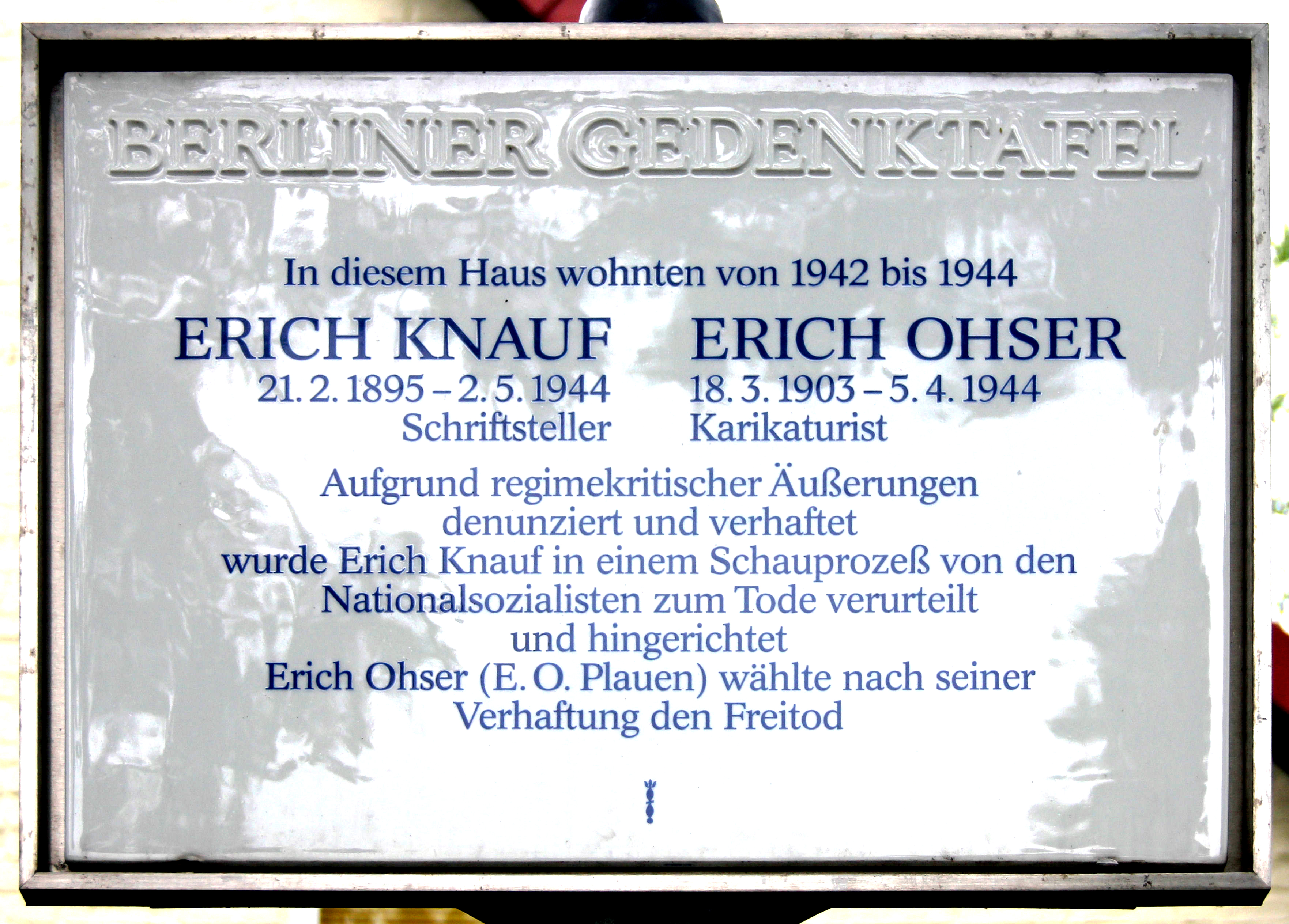
Berliner Gedenktafel am Haus, Am Feldberg 3, in Berlin-Kaulsdorf

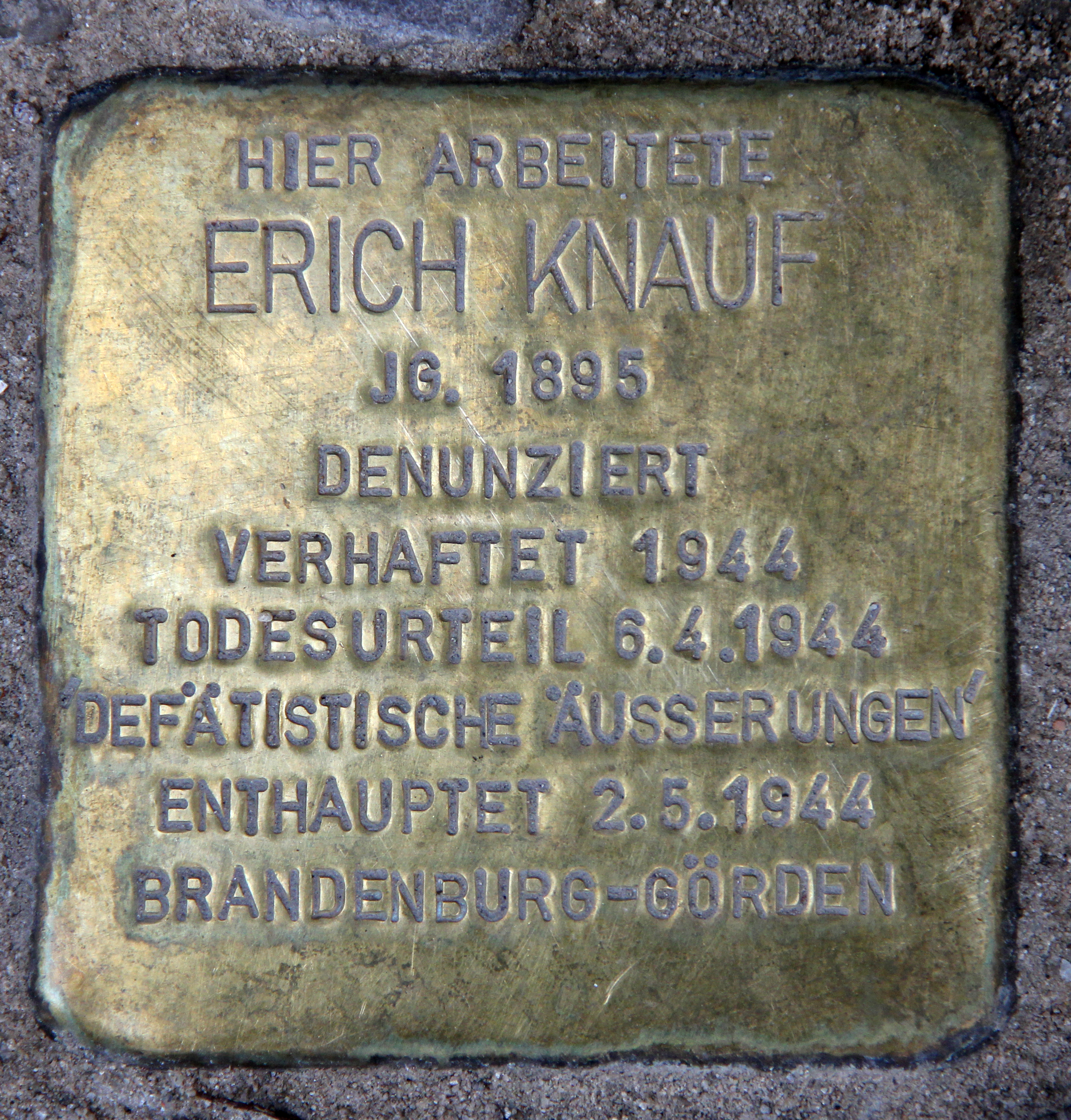
Stolperstein am Haus, Dudenstraße 10, in Berlin-Kreuzberg

Erich Knauf (* 21. Februar 1895 in Meerane, Amtshauptmannschaft Glauchau, Königreich Sachsen; † 2. Mai 1944 in Brandenburg an der Havel) war ein deutscher Journalist, Schriftsteller und Liedtexter. Wegen seiner regimekritischen Haltung unter dem Nationalsozialismus wurde er hingerichtet.

## Leben
Erich Knauf wurde 1895 als Sohn des Schneiders und ehrenamtlichen Parteisekretärs der SPD Heinrich Knauf und seiner Frau geboren und wuchs in Gera auf. Mit 14 Jahren begann er eine Lehre als Schriftsetzer. 1914 reiste er durch Italien, Griechenland und die Türkei. Von 1915 bis 1918 nahm er als Soldat am Ersten Weltkrieg teil.
Nach der Heimkehr studierte Knauf an der sozialistischen Heimvolkshochschule Tinz. Während des Kapp-Putsches schloss sich das USPD-Mitglied in Gera den Arbeiterwehren an und übernahm die Führung eines Stoßtrupps. Er beteiligte sich auch an anarchistischen Aktionen im Erzgebirge. 1930 veröffentlichte er über seine Erlebnisse den „Reportage-Roman“ Ça ira!.
Nachdem er bereits Theaterkritiken für die Geraer Tribüne verfasst hatte, erhielt Knauf im Februar 1921 eine Stelle als Redakteur für Lokales und Kultur bei der Volkszeitung in Plauen. Er entdeckte den Zeichner Erich Ohser (alias e.o.plauen) und wurde auch ein enger Freund Erich Kästners. Im August 1928 wechselte Knauf als literarischer Leiter zur Büchergilde Gutenberg nach Berlin. Unter seinem Lektorat erschienen sozial engagierte, proletarische Romane. Er förderte den Schriftsteller B. Traven, sorgte für die Veröffentlichung von Romanen Upton Sinclairs und ließ verstärkt Bücher sowjetischer Literatur und Geschichte verlegen.
Nach der Machtergreifung und der Gleichschaltung der Büchergilde 1933 arbeitete Knauf als freier Schriftsteller, Feuilletonredakteur und Nachfolger Walther Victors beim 8-Uhr-Abendblatt. Nach einer Kritik über eine Opernaufführung, die von Hermann Göring protegiert worden war, wurde er 1934 in Schutzhaft genommen und für einige Wochen in den Konzentrationslagern Oranienburg und Lichtenburg inhaftiert. Zugleich wurde Knauf aus dem Reichsverband der Deutschen Presse ausgeschlossen. Er fand jedoch Aufnahme in der Reichsschrifttumskammer, was ihm auch eine Pressetätigkeit ermöglichte. 
Knauf war einige Jahre freiberuflich in der Werbung tätig und wurde 1936 zunächst zweiter Pressesprecher, dann Pressechef der Filmproduktionsgesellschaft Terra Film. Hier betreute er vor allem Produktionen mit Heinz Rühmann. Er konnte sich vom Kriegsdienst freistellen lassen und schrieb ab 1941 Texte für Schlager von Werner Bochmann. Die bekanntesten sind Heimat, deine Sterne aus dem Film Quax, der Bruchpilot und Mit Musik geht alles besser aus Sophienlund. Knauf verfasste auch den Kanon Der Frühling liebt das Flötenspiel im Film Die Feuerzangenbowle. In den 1930er Jahren hatte er eine Biografie über den Berliner Zeichner Heinrich Zille geschrieben, die erst 2015 veröffentlicht wurde.
Im November 1943 wurde der ausgebombte Knauf in Berlin-Kaulsdorf zusammen mit Erich Ohser bei einem Arzt untergebracht. Am 22. Februar 1944 wurden sie von Bruno Schultz, einem Mitbewohner, Untersturmführer der Allgemeinen SS und Hauptmann bei der Abteilung Wehrmachtpropaganda beim Oberkommando der Wehrmacht, wegen politischer Äußerungen und Witze, die sie im Beisein von Schulz mehrfach ausgetauscht hatten, denunziert. Knauf wurde am 28. März 1944 verhaftet und am 6. April 1944 vom Richter Roland Freisler am Volksgerichtshof „wegen defätistischer Äußerungen im Luftschutzkeller“ zum Tode verurteilt. Heinz Rühmann setzte sich ohne Erfolg bei Joseph Goebbels für ihn ein. Knauf wurde am 2. Mai 1944 im Zuchthaus Brandenburg enthauptet. Die der Witwe Erna Knauf in Rechnung gestellten Verfahrenskosten inklusive Hinrichtung betrugen 585,74 Reichsmark. Erich Kästner schrieb über diese Rechnung den kurzen Prosatext Eine unbezahlte Rechnung. Ohser nahm sich in der Nacht vor dem Prozess das Leben.

## Ehrungen
- 1999 wurde Erich Knauf mit einer Berliner Gedenktafel am Haus, Am Feldberg 3, in Berlin-Kaulsdorf geehrt. Am 15. Oktober 2014 wurde vor seiner ehemaligen Arbeitsstätte, Berlin-Kreuzberg, Dudenstraße 10, ein Stolperstein verlegt.
- In Brandenburg an der Havel (Stadtteil Nord), in Plauen (Stadtteil Bahnhofsvorstadt) und in Zwickau (Stadtteil Weißenborn) wurde jeweils eine „Erich-Knauf-Straße“ nach ihm benannt. Seit August 2015 gibt es in Berlin-Kaulsdorf den „Erich-Knauf-Weg“.
- In seiner Geburtsstadt wird im Kunsthaus Meerane seit 2011 die Dauerausstellung „Werner Bochmann“ mit Arbeiten von Ralph Arthur Roberts und Erich Knaufs literarischem Nachlass gezeigt.[4]

## Werke
- Der Einsame. Ernst Barlach, der Plastiker, Graphiker und Dramatiker. In: Schweriner Musen-Almanach : auf d. Jahr … 1928, S. 85–91.
- Empörung und Gestaltung. Künstlerprofile von Daumier bis Kollwitz. Büchergilde Gutenberg, Berlin 1929.
- (Hrsg.): Welt werde froh! Ein Kurt-Eisner-Buch ; zum 10. Jahrestage der Ermordung Kurt Eisners. Büchergilde Gutenberg, Berlin 1929.
- Ça ira! Reportage-Roman aus dem Kapp-Putsch. Büchergilde Gutenberg, Berlin 1930.
- mit Alfred Kubin (Hrsg.): Das blaue Auge. Humor, Satire, Tragikomisches und andere Rosinen der Weltliteratur. Büchergilde Gutenberg, Berlin 1930.
- Daumier. Büchergilde Gutenberg, Berlin 1931.
- mit Werner Bochmann: Glocken der Heimat. Lied. Hochstein [u. a.], Heidelberg [u. a.] 1942.
- mit Werner Bochmann: Heimat, deine Sterne. Lied. Musikverlag Hochstein & Co, Heidelberg 1942.
- mit Werner Bochmann: Mit Musik geht alles besser. Foxtrot aus dem Tonfilm Sophienlund. Schott’s Söhne, Mainz 1943.
- Aktuelle Filmbücher. Von „Wiener Geschichten“, Heinz Rühmann und Erich Kästners „Frau nach Maß“ – Neun Beiträge für eine Filmbibliothek im Dritten Reich. Hrsg. von Jürgen Seul. epubli, Berlin 2021. Ursprünglich erschienen in der Reihe Aktuelle Filmbücher, Verlag Karl Curtius, Berlin 1940.
- Donner über der Adria. Nach einem Tagebuchroman von Karl Hans Schober. Hrsg. von Jürgen Seul. Regenbrecht Verlag, Berlin 2021, ISBN 978-3-948741-05-1. Ursprünglich erschienen als Fortsetzungsroman in Vorwärts, 1932.